# Епархия Сан-Мигел-Паулисты
Епархия Сан-Мигел-Паулисты (лат. Dioecesis Sancti Michaëlis Paulinensis) — епархия Римско-Католической церкви с центром в городе Сан-Мигел-Паулиста, Бразилия. Епархия Сан-Мигел-Паулисты входит в митрополию Сан-Паулу. Кафедральным собором епархии Сан-Мигел-Паулисты является церковь святого Михаила.  

## История
15 марта 1989 года Римский папа Иоанн Павел II издал буллу «Constat Metropolitanam», которой учредил епархию Сан-Мигел-Паулисты, выделив её из архиепархии Сан-Паулу.

## Ординарии епархии
- епископ Fernando Legal SDB (1989 — 2008)
- епископ Manuel Parrado Carral (2008 — по настоящее время)

## Источник
- Annuario Pontificio, Ватикан, 2007
- Булла Constat Metropolitanam  (лат.)